# Ruxandra Dragomir Ilie
Ruxandra Dragomir Ilie, geborene Ruxandra Dragomir, (* 24. Oktober 1972 in Pitești, Kreis Argeș) ist eine ehemalige rumänische Tennisspielerin und Sportfunktionärin.
Zwischen 1990 und 2001 gewann Ruxandra Dragomir neun Turniere auf der WTA Tour (davon vier Einzeltitel) und 15 ITF-Turniere (sieben im Einzel). Ihre höchste Weltranglistenposition erreichte sie im August 1997 mit Platz 15. Ihr bestes Abschneiden bei einem Grand-Slam-Turnier gelang ihr in Melbourne, wo sie 1997 und 1998 jeweils im Viertelfinale der Australian Open stand.
Anfang 2001 heiratete sie Florent Ilie. Nach einer längeren Pause (unter anderem wegen einer Knöchelverletzung und der Geburt ihres ersten von zwei Kindern) spielte sie ab 2003 nur noch vereinzelt Turniere.
Dragomir spielte auch für das Fed-Cup- und das Olympiateam Rumäniens. Später war sie Kapitän des rumänischen Fed-Cup-Teams.
Vom 23. Februar 2009 bis zum 22. Februar 2013 war sie Präsidentin der Federația Română de Tenis.

## Turniersiege

### Einzel
| Nr. | Datum              | Turnier          | Kategorie | Belag     | Finalgegnerin       | Ergebnis      |
| --- | ------------------ | ---------------- | --------- | --------- | ------------------- | ------------- |
| 1.  | 12. Mai 1996       | Budapest         | Tier IV   | Sand      | Melanie Schnell     | 7:66, 6:1     |
| 2.  | 15. September 1996 | Karlsbad         | Tier IV   | Sand      | Patty Schnyder      | 6:2, 3:6, 6:4 |
| 3.  | 24. November 1996  | Pattaya          | Tier IV   | Hartplatz | Tamarine Tanasugarn | 7:64, 6:4     |
| 4.  | 21. Juni 1997      | ’s-Hertogenbosch | Tier III  | Rasen     | Miriam Oremans      | 5:7, 6:2, 6:4 |